# NGC 7147
NGC 7147 (другие обозначения — PGC 67518, MCG 0-55-25, ZWG 376.45, NPM1G +02.0511) — галактика в созвездии Пегас.
Этот объект входит в число перечисленных в оригинальной редакции «Нового общего каталога».